# Nikolai Nenovski

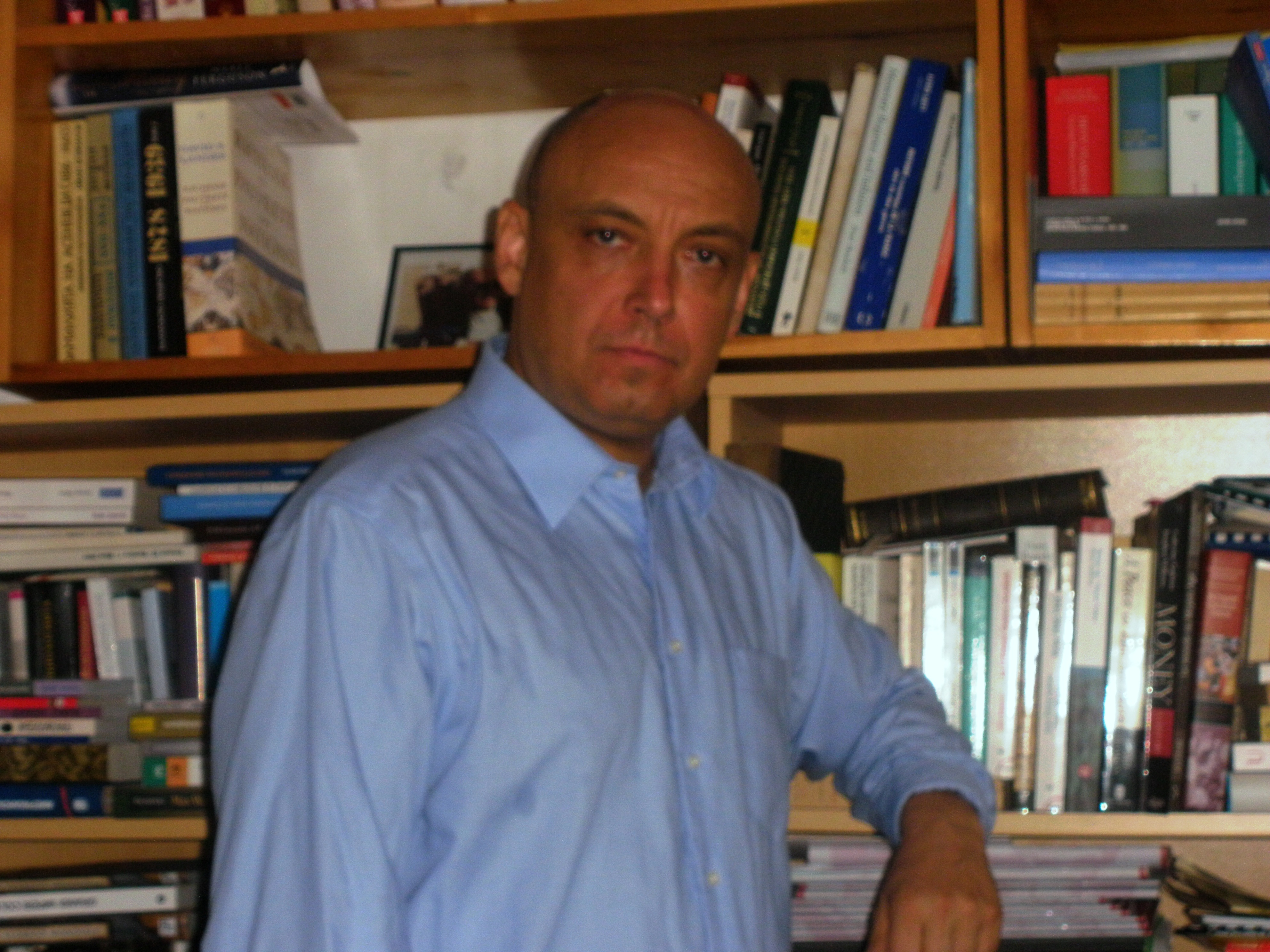
Nikolay Nenovsky/ August 2012

Nikolai Nenovski (în bulgară Николай Неновски, n. 26 iulie 1963, Veliko Tărnovo, Bulgaria) este un economist bulgar, profesor de economie și finanțe.
A absolvit cursurile Universității de Stat din Moscova (1989) și a continuat studiile in Franța și Elveția (1991-1997). A obținut titlul științific de doctor in economie acordat de Academia Bulgară de Științe.(1995) Este in prezent profesor la Universitatea de Economie Națională și Internațională   din Sofia, unde predă cursuri de Teorie Monetară și de Economie Internațională. Este de asemenea afiliat la Laboratorul de Economie din Orléans (LEO), Franta (începând cu 2002), și la Centrul Internațional de Cercetare Economică International Center for Economic Research,(ICER), Torino-Italia (începând cu 2006).
În 1996, a integrat Departamentul de Cercetare al Băncii Naționale a Bulgariei, unde a condus studii de cercetare teoretică și empirică în domenii precum: teorii și politici monetare, modelare și econometrie. A fost avansat ca Director al Deparamentului de Cercetare, în 1997. Nikolay Nenovsky a fost membru în Consiliul de Administrație  al Băncii Naționale a Bulgariei și consilier pe probleme economice al Președintelui Bulgariei în perioada 2002-2008, precum și consilier al ministrului de Finanțe în 2008. În mai 2009, a fost ales viceguvernator al Băncii Naționale a Bulgariei (responsabil pentru Consiliul monetar), dar după alegerea noului parlament, această decizie a fost anulată în august 2009.
Nikolai Nenovski este fondator și vicepreședinte al Asociației Bulgare de Macroeconomie (2003-2005), fondator al Bulgarian Hayek Society (2002) precum și al Seminarului lunar al BHS (începând cu 2004).
Domenii de cercetare științifică: economie monetară și internațională, integrare europeană și procesul de tranziție, economie politică, istorie monetară, istoria gândirii economice și istoria monedelor (în special pe cazul Rusiei).